# Ronde van Italië 2011/Vierde etappe
De vierde etappe van de Ronde van Italië 2011 werd op 10 mei 2011 verreden. Het was een heuvelachtige rit over een afstand van 208 km tussen Genua en Livorno.

## Verloop van de etappe
De etappe werd geneutraliseerd als eerbetoon aan de in de etappe van de dag daarvoor overleden renner Wouter Weylandt. Het peloton reed in een gesloten formatie waarbij ieder team ongeveer tien kilometer achtereen op kop reed. De ploeggenoten van Wouter Weylandt, van Team Leopard-Trek, reden samen met zijn beste vriend Tyler Farrar van Team Garmin-Cervélo de vijf laatste kilometers van de etappe op één lijn voor de rest van het peloton uit en reden eveneens op één lijn over de eindstreep.

## Uitslagen
| Genua-Livorno 208 km (Geneutraliseerd) |      |       |      |
| Plaats                                 | Naam | Ploeg | Tijd |
| Winnaar                                |      |       |      |
| 2                                      |      |       |      |
| 3                                      |      |       |      |

| Algemeen klassement |                     |                     |           |
| Plaats              | Naam                | Ploeg               | Tijd      |
| Roze trui           | David Millar        | Team Garmin-Cervélo | 10u04'29" |
| 2                   | Angel Vicioso       | Androni Giocattoli  | + 0'07"   |
| 3                   | Kanstantsin Siwtsow | Team HTC-High Road  | + 0'09"   |
| 4                   | Marco Pinotti       | Team HTC-High Road  | z.t.      |
| 5                   | Craig Lewis         | Team HTC-High Road  | z.t.      |
| 6                   | Christophe Le Mével | Team Garmin-Cervélo | + 0'12"   |
| 7                   | Alessandro Petacchi | Lampre-ISD          | + 0'13"   |
| 8                   | Pablo Lastras       | Team Movistar       | + 0'18"   |
| 9                   | Jaroslav Popovytsj  | Team RadioShack     | + 0'19"   |
| 10                  | Tiago Machado       | Team RadioShack     | z.t.      |
|                     |                     |                     |           |
| 12                  | Bram Tankink        | Rabobank            | + 0'26"   |
| 13                  | Jan Bakelants       | Omega Pharma-Lotto  | + 0'29"   |

## Nevenklassementen
| Puntenklassement |                     |                     |        |
| Plaats           | Naam                | Ploeg               | Punten |
| Rode trui        | Alessandro Petacchi | Lampre-ISD          | 28     |
| 2                | Angel Vicioso       | Androni Giocattoli  | 25     |
| 3                | David Millar        | Team Garmin-Cervélo | 20     |
|                  |                     |                     |        |
| 13               | Bram Tankink        | Rabobank            | 10     |
| 22               | Jan Bakelants       | Omega Pharma-Lotto  | 5      |

| Bergklassement |                     |                     |        |
| Plaats         | Naam                | Ploeg               | Punten |
| Groene trui    | Gianluca Brambilla  | Colnago-CSF Inox    | 5      |
| 2              | Christophe Le Mével | Team Garmin-Cervélo | 3      |
| 3              | Sebastian Lang      | Omega Pharma-Lotto  | 3      |
|                |                     |                     |        |
| 7              | Bart De Clercq      | Omega Pharma-Lotto  | 2      |

| Jongerenklassement |                   |                     |           |
| Plaats             | Naam              | Ploeg               | Tijd      |
| Witte trui         | Jan Bakelants     | Omega Pharma-Lotto  | 10u05'58" |
| 2                  | Eros Capecchi     | Liquigas-Cannondale | + 0'02"   |
| 3                  | Diego Ulissi      | Lampre-ISD          | + 0'04"   |
|                    |                   |                     |           |
| 4                  | Dennis van Winden | Rabobank            | + 0'06"   |

| Ploegenklassement |                     |           |
| Plaats            | Ploeg               | Tijd      |
| 1                 | Team Garmin-Cervélo | 29u31'38" |
| 2                 | Team HTC-High Road  | + 0'18"   |
| 3                 | Team RadioShack     | + 0'28"   |

1e etappe ·
2e etappe ·
3e etappe ·
4e etappe ·
5e etappe ·
6e etappe ·
7e etappe ·
8e etappe ·
9e etappe ·
10e etappe ·
11e etappe ·
12e etappe ·
13e etappe ·
14e etappe ·
15e etappe ·
16e etappe ·
17e etappe ·
18e etappe ·
19e etappe ·
20e etappe ·
21e etappe
Startlijst · Eindstanden · Afbeeldingen